# Kathrein Privatbank
Die Kathrein Privatbank Aktiengesellschaft ist eine österreichische Bank mit Sitz in Wien. Seit 1977 ist sie Teil der Raiffeisen Bankengruppe; ihre Aktien befinden sich über Beteiligungsgesellschaften zu 100 % im Besitz der Raiffeisen Bank International AG.
Die Kathrein Privatbank ist im Bereich Private Banking tätig; Ihre Hauptgeschäftsfelder sind die Vermögensverwaltung für Privatpersonen, Unternehmen und Institutionen sowie der Aufbau und die Betreuung von Privatstiftungen. Weiterhin verwaltet sie eine Reihe von Publikums- und Spezialfonds.

## Geschichte

### Gründung bis 1945
Die Kathrein Privatbank wurde Anfang 1924 unter dem Namen Bankkommanditgesellschaft Kathrein & Co von Carl Kathrein gegründet. Die Neugründung fand vor dem Hintergrund der Börsenkrise von 1924 statt, die die österreichische Wirtschaft und den Bankensektor destabilisierte, zum Zusammenbruch einer Reihe kleiner und mittlerer Banken führte und allfällige Neuregelungen des bis dahin weitgehend unregulierten Bankenwesens beschleunigte („Bankhaftungsgesetz“ 1924: Verschärfung der Haftpflicht für Vorstand und Großaktionäre von Banken, Konzessionspflicht für Privatbanken).
1926 wurde die Konzession der Bank erweitert und der Firmenname auf Kathrein & Co Bank- und Kommissionsgeschäft geändert.
Nach dem Anschluss Österreichs  1938 kam es im österreichischen Privatbankensektor zu zahlreichen „Arisierungen“ und zwangsweisen Geschäftsauflösungen. Vor diesem Hintergrund beschlossen im März 1938 die jüdischen Gesellschafter des Bankhauses Reitler & Co. , einer der zehn größten Wiener Privatbanken, im Rahmen der Aktion Gildemeester Österreich zu verlassen. Dafür beauftragen sie die damals noch vergleichsweise kleine Kathrein Privatbank mit der stillen Liquidation ihres Unternehmens. Kathrein übernahm in diesem Zusammenhang die wenige Häuser entfernt liegenden Geschäftsräume von Reitler sowie die Mitarbeiter, soweit dies nach den NS-Gesetzen möglich war.
1943 starb Carl Kathrein, und sein Sohn Rudolf Kathrein übernahm den Posten des persönlich haftenden Gesellschafters. 1943 und 1944 beteiligten sich drei bayerische Geschäftsleute sowie die Bayerische Vereinsbank  an der Gesellschaft, die Kathrein Privatbank war damit mehrheitlich in deutschem Besitz.

### Nach 1945
1945 wurde zunächst ein öffentlicher Verwalter für das Bankhaus bestellt. Rudolf Kathrein verzichtete 1948 auf seine Anteile. Ab den 1950er Jahren wurde das Geschäft von den neuen Gesellschafterfamilien Schäfer und Wolzt geführt. Kathrein war nun neben dem Privatbankgeschäft auch in der Gewerbefinanzierung und als Veranlagungsinstitut für Versicherungen tätig.
Im Jahr 1952 stellten die Erben der Eigentümer des Bankhauses Reitler & Co.  Antrag auf ein Rückstellungsverfahren, in welchem das Bankhaus selbst, der Kundenstock, deren Erträgnisse, sowie das Liquidationshonorar von der Kathrein Privatbank zurückverlangt wurden. Dieser Antrag wurde von der Rückstellungskommission abgewiesen. 1955 kam es zu einem Vergleich zwischen den Bankhäusern mit Zahlung einer Entschädigungssumme.
1977 wurde die Genossenschaftliche Zentralbank Wien (ab 1989 Raiffeisen Zentralbank Österreich AG) nicht-geschäftsführender Komplementär der Kathrein Privatbank. 1987 wurde das Bankhaus vollständig von der Raiffeisen-Bankengruppe übernommen und in eine Aktiengesellschaft umgewandelt. 1996 wurde Kathrein eine 100-prozentige Tochter der Raiffeisen Zentralbank Österreich AG. 2010 wurde die Gesellschaft im Rahmen einer Umstrukturierung innerhalb der Raiffeisen-Gruppe auf die Raiffeisen Bank International AG übertragen.
Bis 2011 agierte die Bankgesellschaft unter dem Firmennamen Kathrein & Co. Privatgeschäftsbank AG; im September dieses Jahres änderte sie ihren Namen in Kathrein Privatbank AG.
Ebenfalls 2011 erwarb die Kathrein Privatbank 75 % der Anteile des Investmentmanagers Hypo Capital Management AG; 2014 wurde diese Beteiligung auf 100 % aufgestockt. Die Hypo Capital Management AG wurde in Kathrein Capital Management AG (KCM) umbenannt, 2016 mit der ehemaligen Kathrein Vermögensverwaltungs GmbH verschmolzen und in eine GmbH umgewandelt.
2023 gab die Bank bekannt, dass ein Mitarbeiter entlassen wurde, der seit den 1990er Jahren ca. 27 Millionen Euro veruntreut haben soll.

## Geschäftstätigkeit
Die Kathrein Privatbank hat ihren Sitz bis heute in der Wiener Innenstadt. Ergänzend zur Tätigkeit als Vermögensverwalter hat sich das Bankhaus auf den Sektor der österreichischen Privatstiftungen spezialisiert.
Die Dienstleistungen der Kathrein Privatbank sind auf Unternehmer, Unternehmerfamilien und Privatstiftungen für Vermögen ab einer Million Euro ausgerichtet. Das Leistungsspektrum umfasst die Erarbeitung von Anlagestrategien, die Vermögensverwaltung, die Beratung bei Stiftungsgründung und -leitung sowie die Beratung bei Unternehmensweitergabe, -kauf und -verkauf, Vererbung und Schenkung.
Die Bank verwaltet eine Reihe von Publikums- und Spezialfonds.

## Unternehmensstruktur
Die Kathrein Privatbank AG gehört zur Raiffeisen Bankengruppe. Ihre Aktien werden zu 100 % von der Raiffeisen Bank International AG gehalten; zu über 99,99 Prozent ist dieser Anteilsbesitz vermittelt über den ausschließlichen Besitz einer Beteiligungsgesellschaft (der RBI KI Beteiligungs GmbH), die wiederum 100 % der Anteile am direkten Eigentümer, der RBI IB Beteiligungs GmbH hält.
Die Kathrein Privatbank AG ist seit 2014 Alleineigentümerin der Kathrein Capital Management GmbH.